# Charles Ledoux

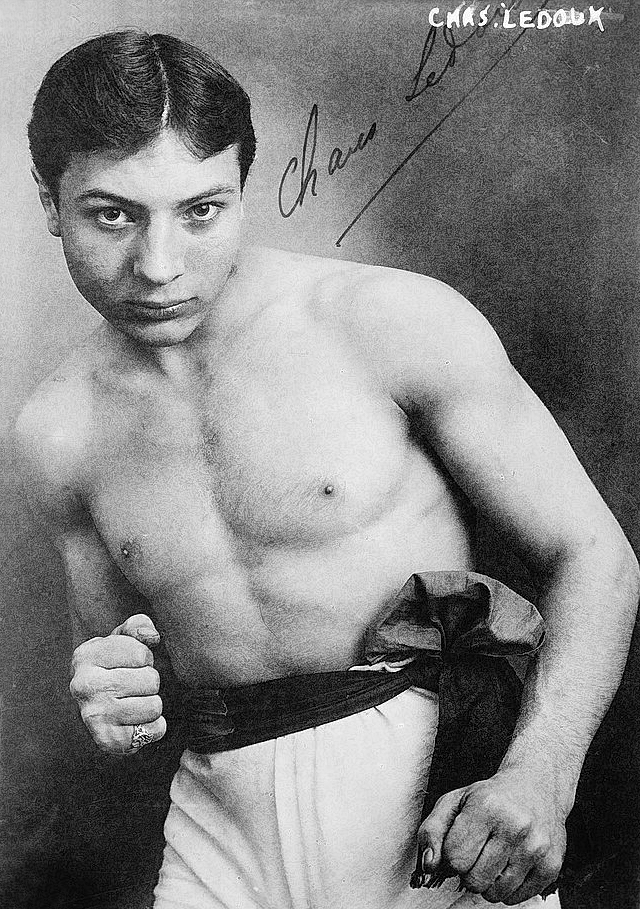
Charles Ledoux (1910)

Charles Ledoux (* 27. Oktober 1892 in Nevers, Département Nièvre, Frankreich; † 21. Mai 1967) war ein französischer Boxer im Bantam- und Federgewicht.
Der Linksausleger mit dem Kampfnamen Little Apache bestritt mehr als 100 Kämpfe. Es gelang ihm nie, Weltmeister zu werden; dennoch fand er im Jahr 2014 Aufnahme in die International Boxing Hall of Fame.